# Stenodryas punctatella
Stenodryas punctatella là một loài bọ cánh cứng trong họ Cerambycidae.